# Carlo Vittadini
Carlo Vittadini (n. 11 iunie 1800, Monticelli – d. 20 noiembrie 1865,  Milano) a fost un medic, botanist, micolog și desenator italian care a revoluționat sistematica trufelor. Abrevierea numelui său în cărți științifice este Vittad..

## Biografie
Carlo a fost fiul unei familii de fermieri, al soților Pietro Giovanni Vittadini și Maddalena Castoldi din Monticelli (cartier al orașului San Donato Milanese). Devenit curând orfan de tată a fost crescut și susținut de mamă și de frații lui mai bătrâni. A fost trimis deja adolescent la o școală publică în Milano, unde s-au predat disciplinele obișnuite, literatura și filozofia. Ingenios și capabil, cu mare dragoste pentru studii, tânărul Vittadini a făcut progrese rapide, fiind foarte apreciat de profesorii și colegii de clasă ai lui. După ce a absolvit cursul de filozofie cu mare laudă, a hotărât la vârsta de 20 de ani să studieze medicina și a avut onoarea de a fi admis la renumita Alma Ticinensis Universitas din Pavia. Acolo s-a înscris la Facultatea de Medicină și Botanică, unde a urmat cursurile date de cunoscutul profesor și mai târziu rector al universității Giuseppe Moretti (1782-1853), rămânând asistentul lui până în 1831. A promovat în 1826 cu  teza intitulată Tentamen mycologicum seu Amanitarum illustratio în care a descris 14 specii din genul Amanita .

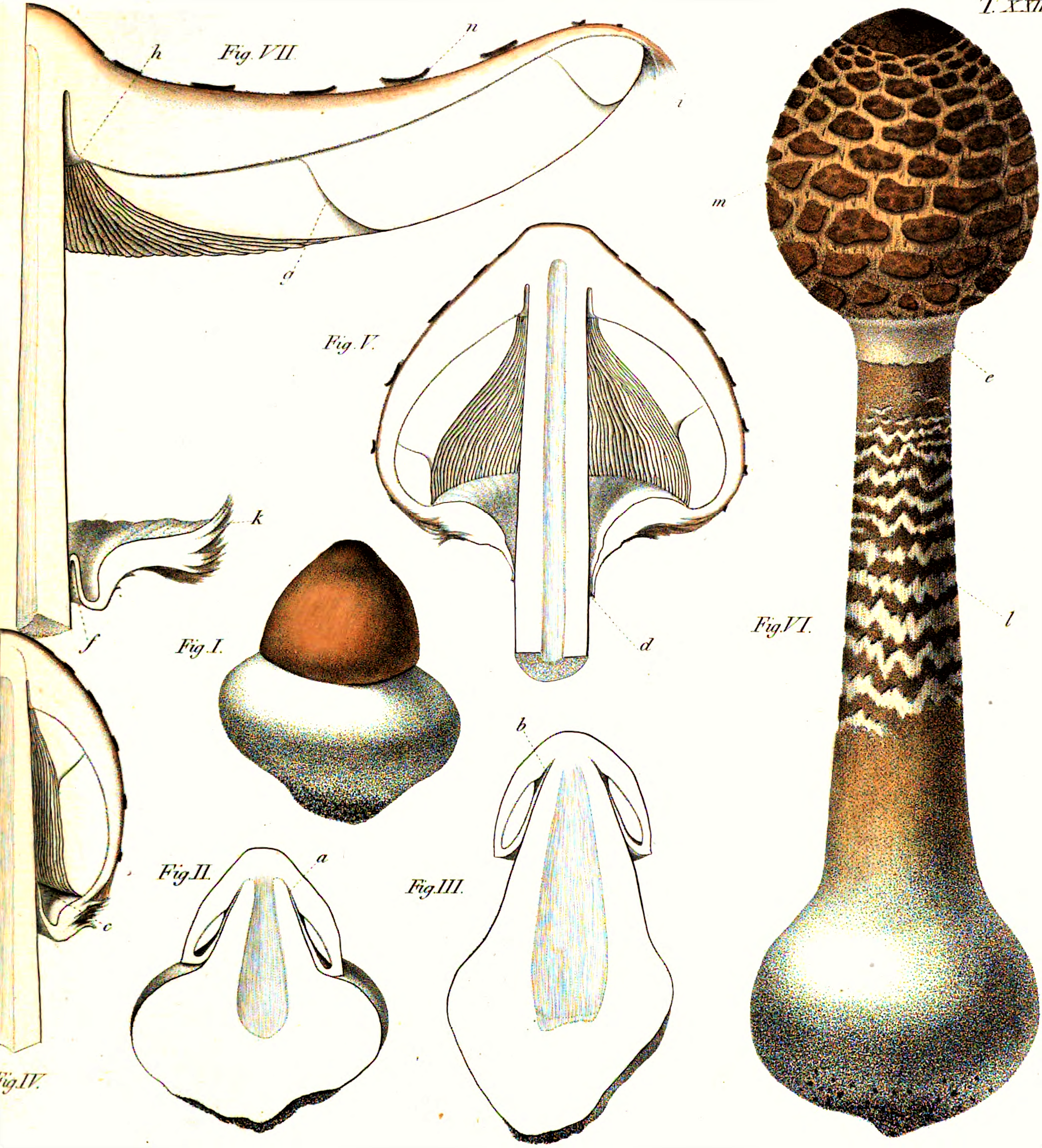
Vittadini: Agaricus procerus

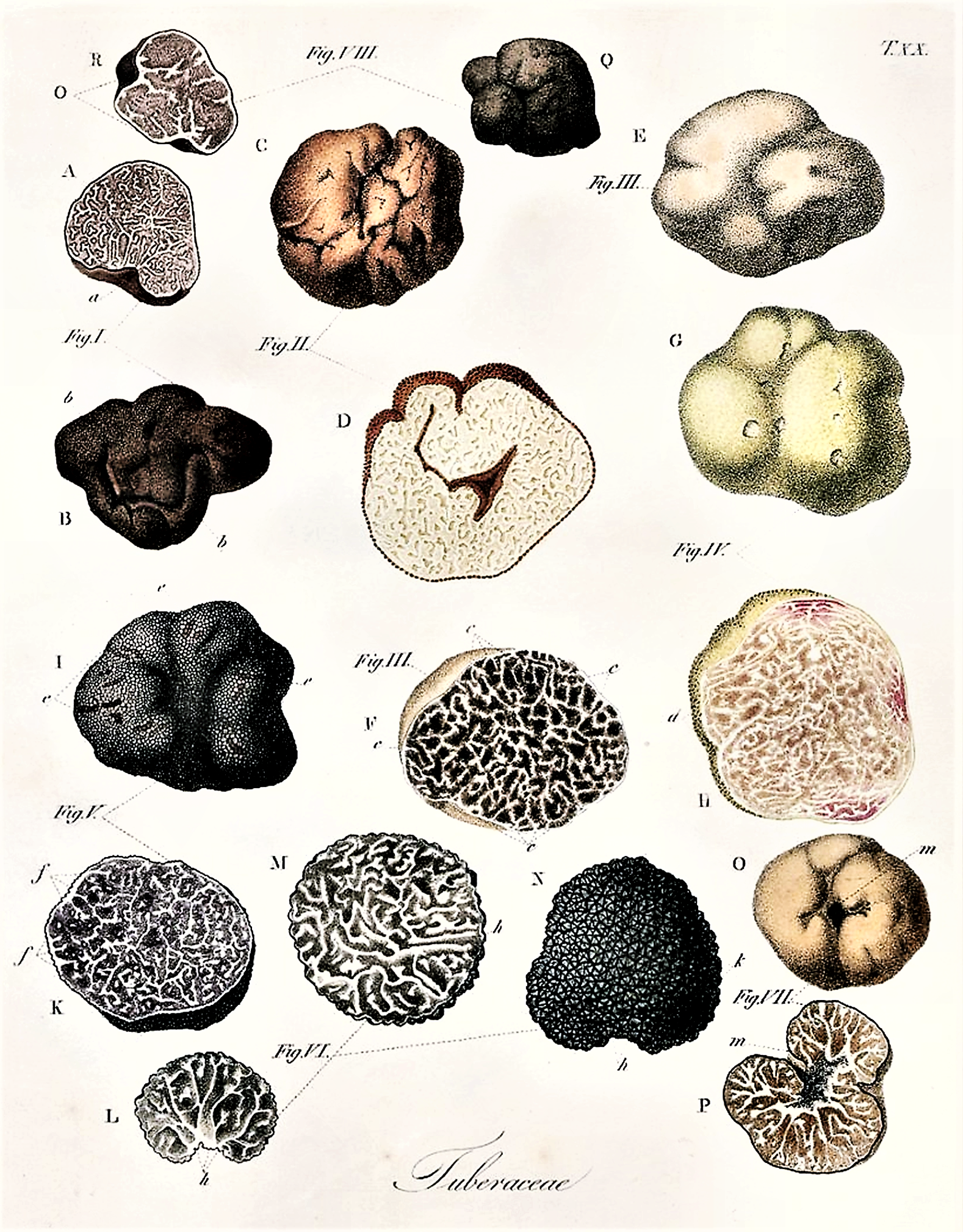
Vittadini: Tuberaceae

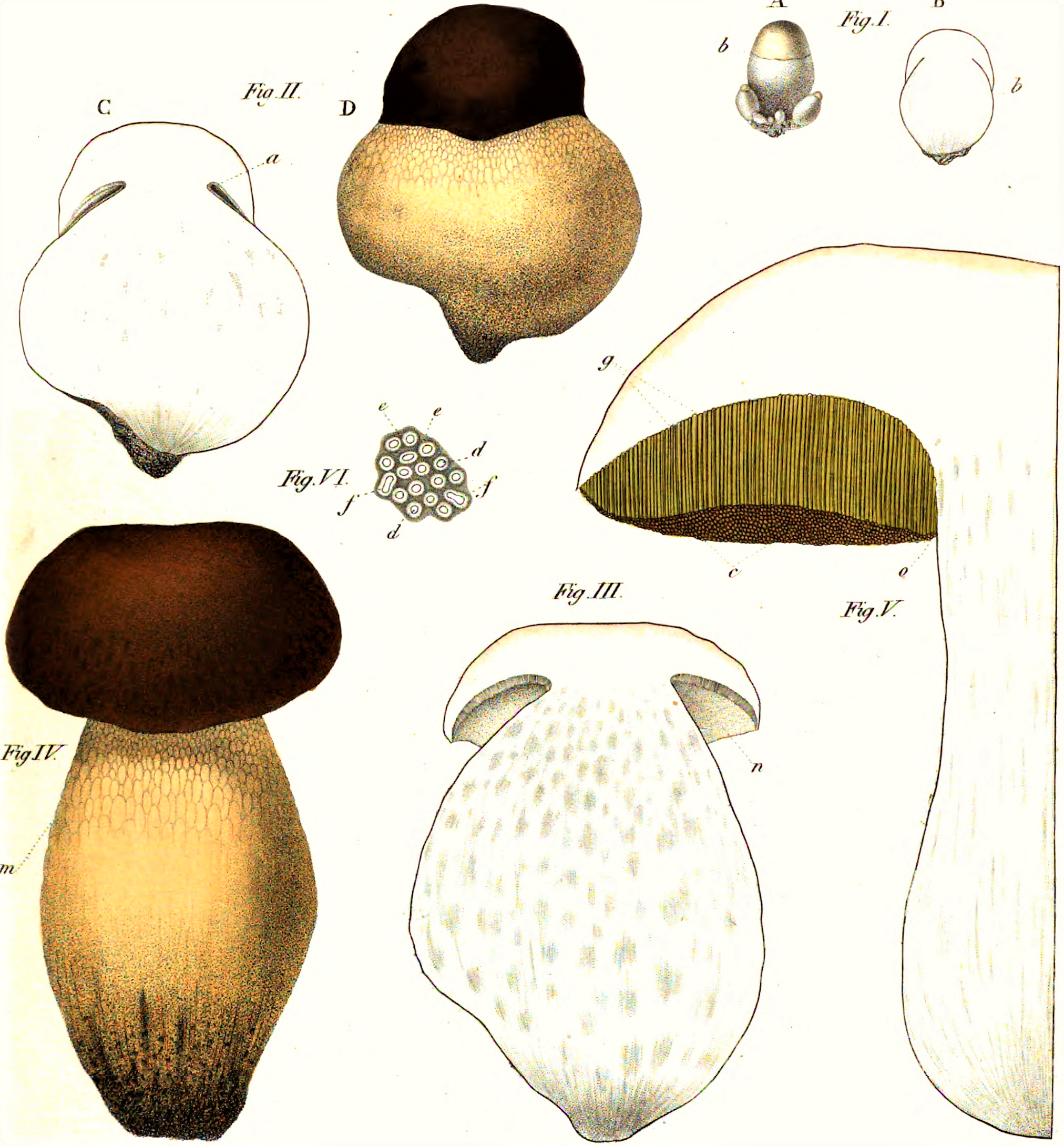
Vittadini: Boletus edulis

El a fost autorul mai multor lucrări importante asupra speciilor de ciuperci italiene. Toate lucrările lui au urmat în general sistematicii lui Elias Magnus Fries. Astfel a descris în lucrarea sa din 1831 Monographia tuberacearum 65 de specii de trufe, între ele 51 noi. Foarte importantă a fost aici contribuția lui Vittadini la viitorul sistematic al ciupercilor subterane. Mai departe a caracterizat 56 de soiuri, 15 din ele fiind noi în Descrizione dei funghi mangerecci più comuni dell'Italia e de'velenosi che possono co'medesimi confondersi din 1835 și, în 1842, a completat cercetările din cartea lui din 1831 cu Monographia Lycoperdineorum în care a descris 50 de specii, 23 din ele noi. Această din urmă operă a fost premiata de Academia de Științe din Torino. Vittadini a fost de asemenea un desenator superb și autorul tuturor imaginilor în publicațiile sale.

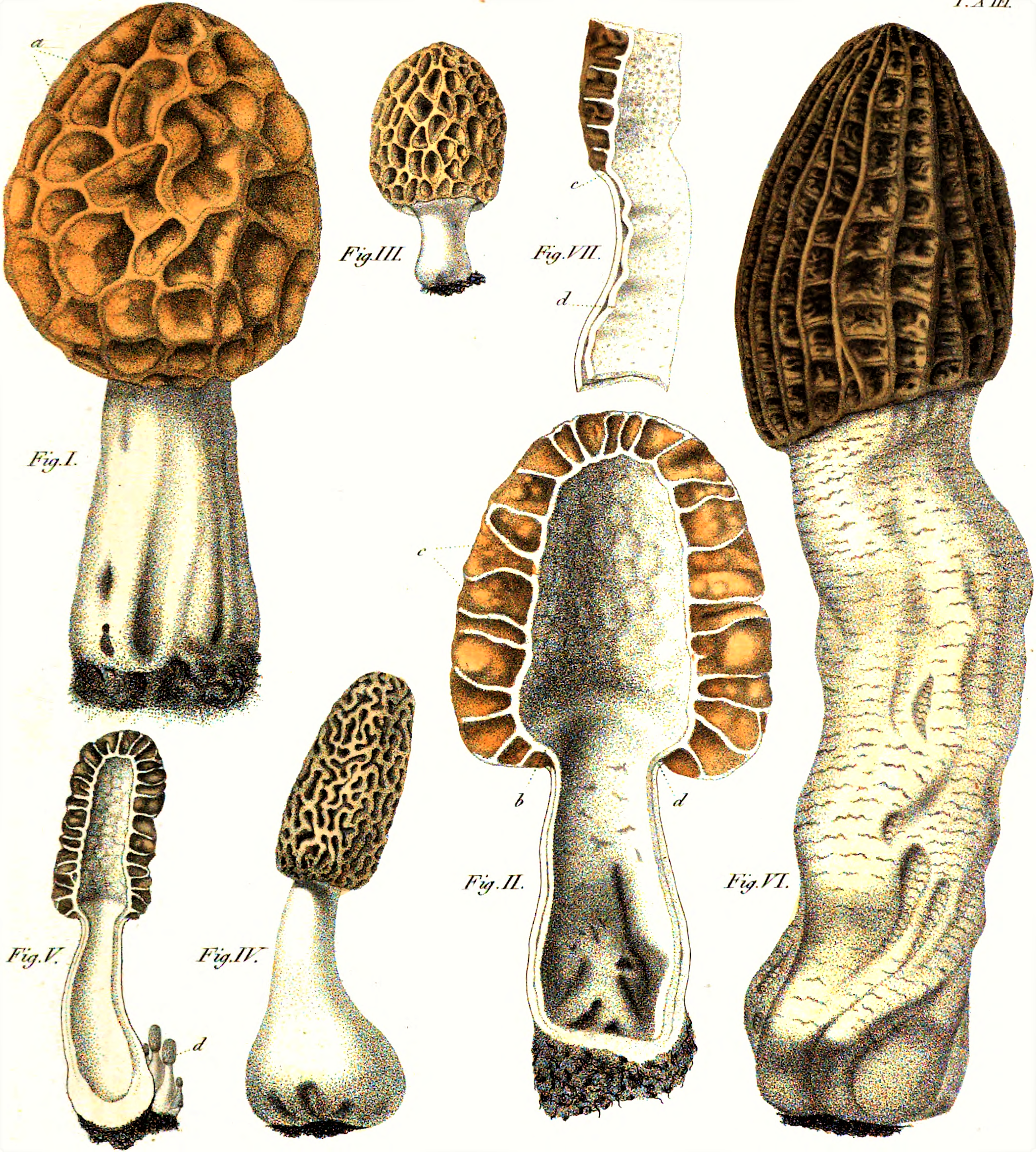
Vittadini: Morchella esculenta și costata

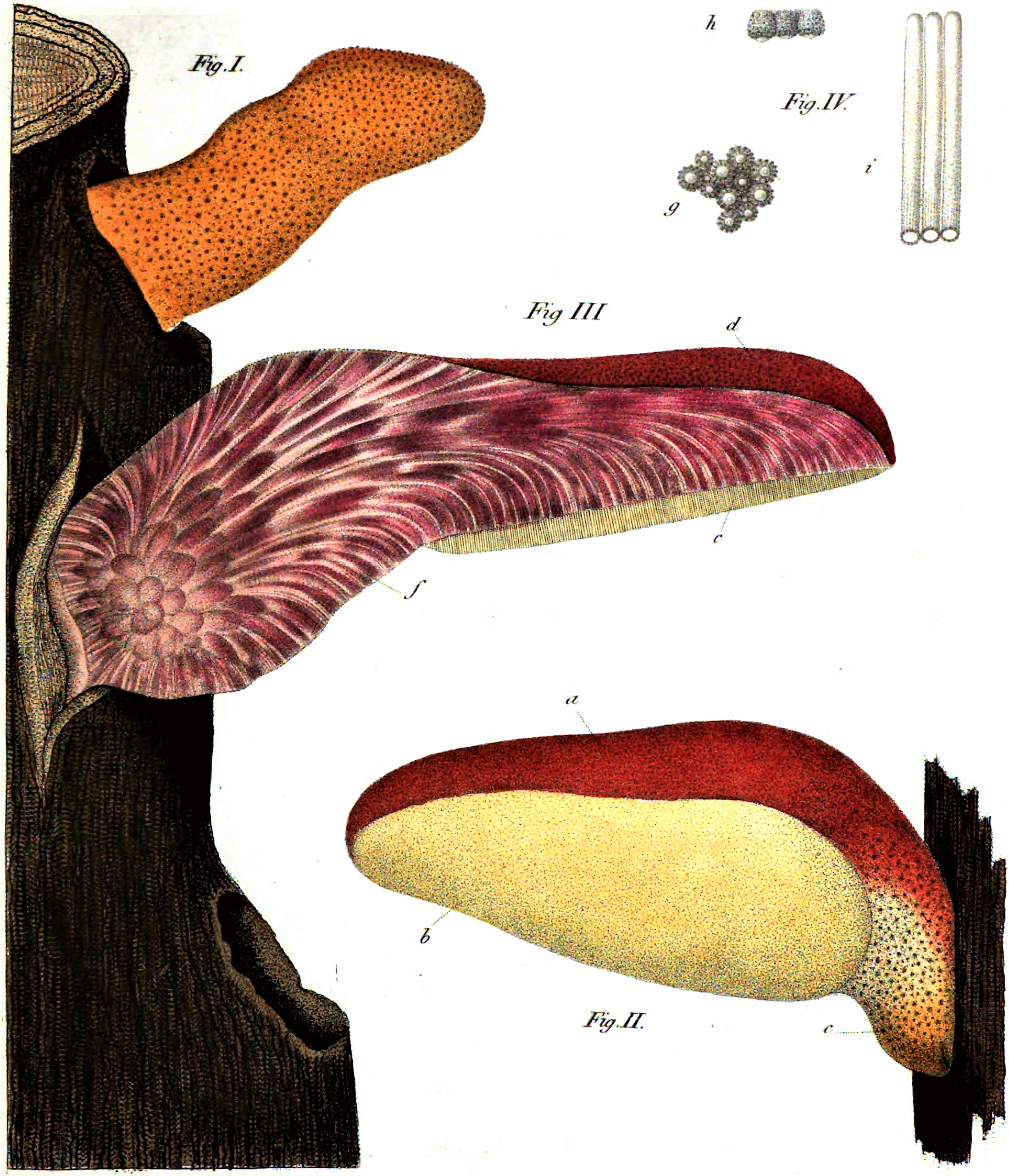
Vittadini: Fistulina hepatica

La solicitarea guvernului italian, care a fost îngrijorat de numărul mare de incidente deseori letale cauzate intoxicațiilor cu ciuperci, micologul a scris importanta carte Trattato sui funghi mangerecci più conosciuti e paragoni con quelli velenosi con cui possono essere confusi (Tratat despre cele mai populare ciuperci comestibile comparate cu cele otrăvitoare cu care pot fi confundate). În afară de mai multe publicații privind bolile Bombyx mori (viermilor de mătase) pricinuite de bureți (1859), s-a specializat ca medic în obstetrică, lucrând în Milano.
A murit de tuberculoză la vârsta de abia 65 de ani. În onoarea lui Carlo Vittadini a fost denumită biblioteca comunală "Carlo Vittadini" din Lungavilla

## Bureți descriși de Vittadini (selecție)
Savantul a descris o mulțime de ciuperci. Multe denumiri date de Vittadini sunt valabile până în prezent.

### Familii
- Hymenogastraceae Vittad. (1831)
- Hysterangiaceae Vittad. (1831)

### Genuri
- Balsamia Vittad. (1831), (Helvellaceae)
- Choiromyces Vittad. (1831),  (Tuberaceae)
- Gautieria Vittad. (1831), (Gomphaceae)
- Hymenogaster Vittad. (1831), (Hymenogastraceae)
- Hysterangium Vittad. (1831), (Hysterangiaceae)
- Genea Vittad. (1831), (Pyronemataceae)
- Octaviania Vittad. (1831), (Boletaceae)
- Tuber Vittad. (1831), (Tuberaceae)

### Specii
| - Agaricus campestris var. radicatus Vittad. (1835), în prezent Agaricus bresadolanus Bohus (1969), (Agaricaceae) - Agaricus campestris subsp. silvicola, în prezent Agaricus silvicola Peck (1872) (Agaricaceae) - Agaricus echinocephalus Vittad. (1835), în prezent Amanita echinocephala Quél. (1872), (Amanitaceae) - Agaricus exquisitus (Vittad. 1832), în prezent Agaricus arvensis, Schaeff. (1774) (Agaricaceae) - Agaricus leucothites Vittad. (1835), în prezent Leucoagaricus leucothites Wasser (1977), (Agaricaceae) - Agaricus silvicola (Vittad. 1832) Peck (1872), (Agaricaceae) - Agaricus strobiliformis (Paulet ex Vittad. 1835 în prezent Amanita strobiliformis Bertill. (1866), (Amanitaceae) - Balsamia fragiformis Vittad. (1831), (Helvellaceae) - Balsamia platyspora Vittad. (1831), (Helvellaceae) - Balsamia vulgaris Vittad. (1831), (Helvellaceae) - Boletus edulis var. pinicola Vittad. (1835), în prezent Boletus pinicola A. Venturi (1863) (Boletaceae) - Boletus fragrans Vittad. (1835), (Boletaceae) - Choiromyces meandriformis Vittad. (1831) - Geastrum elegans Vittad. (1842), (Geastraceae) - Geastrum lageniforme Vittad. (1842), (Geastraceae) - Geastrum rufescens Vittad. (1842), (Geastraceae) - Gautieria graveloens Vittad. (1831), (Gomphaceae) - Gautieria morchelliformis Vittad. (1831), (Gomphaceae) - Hymenogaster citrinus Vittad. (1831), (Hymenogastraceae) | - Hysteromyces vulgaris (Vittad. 1844) în prezent Rhizopogon vulgaris M.Lange (1956), (Rhizopogonaceae) - Lycoperdon marginatum Vittad. (1839), (Agaricaceae) - Lycoperdon plumbeum Vittad. (1842), în prezent Bovista plumbea Pers. (1795), (Agaricaceae) - Macrolepiota rachodes, și Chlorophyllum rachodes (Agaricaceae) - Octaviania asterosperma (Vittad. 1831), (Boletaceae) - Tuber aestivum Vittad. (1831), (Tuberaceae) nom. illeg. - Tuber borchii Vittad. (1831), (Tuberaceae) - Tuber brumale Vittad. (1831), (Tuberaceae) - Tuber excavatum Vittad. (1831), (Tuberaceae) - Tuber ferrugineum Vittad. (1831), (Tuberaceae) - Tuber foetidum Vittad. (1831), (Tuberaceae) - Tuber lucidum Vittad. (1831), (Tuberaceae) - Tuber macrosporum Vittad. (1831), (Tuberaceae) - Tuber maculatum Vittad. (1831), (Tuberaceae) - Tuber meandriformis Vittad. (1831), (Tuberaceae) - Tuber melanosporum Vittad. (1831), (Tuberaceae) - Tuber mesentericum Vittad. (1831), (Tuberaceae) - Tuber nitidum Vittad. (1831), (Tuberaceae) - Tuber oligosporum Vittad. (1831), (Tuberaceae) |

## Taxoni dedicați lui Vittadini (selecție)
In onoarea renumitului micolog au fost dedicate mai multe genuri și specii de ciuperci:

### Genuri
- Vittadinia  A.Rich. (1832) (Asteraceae)
- Vittadinion Zobel (1854), (Tuberaceae)
- Vittadinula (Sacc.) Clem. & Shear (1931), (Sphaerodes, Ceratostomataceae)

### Specii
- Aecidium vittadiniae McAlpine (1895), (Pucciniales)
- Agaricus vittadinii Moretti (1826), în prezent Amanita vittadinii, Vittad. (1826), (Amanitaceae)
- Lycoperdon vittadinii Massee (1887), (Agaricaceae)
- Phoma vittadiniae McAlpine (1903), (Didymella)
- Puccinia vittadiniae McAlpine (1906), (Pucciniaceae)
- Ramaria vittadinii R.H. Petersen 1989, (Gomphaceae)
- Rhizopogon vittadinii (Tul. 1851) Zeller (1939), în prezent Rhizopogon vulgaris M.Lange (1956), (Rhizopogonaceae)
- Tuber magnatum var. vittadinii Daprati (2007), (Tuberaceae)
- Tulostoma vittadinii Petri (1904), (Agaricaceae)

## Publicații (selecție)

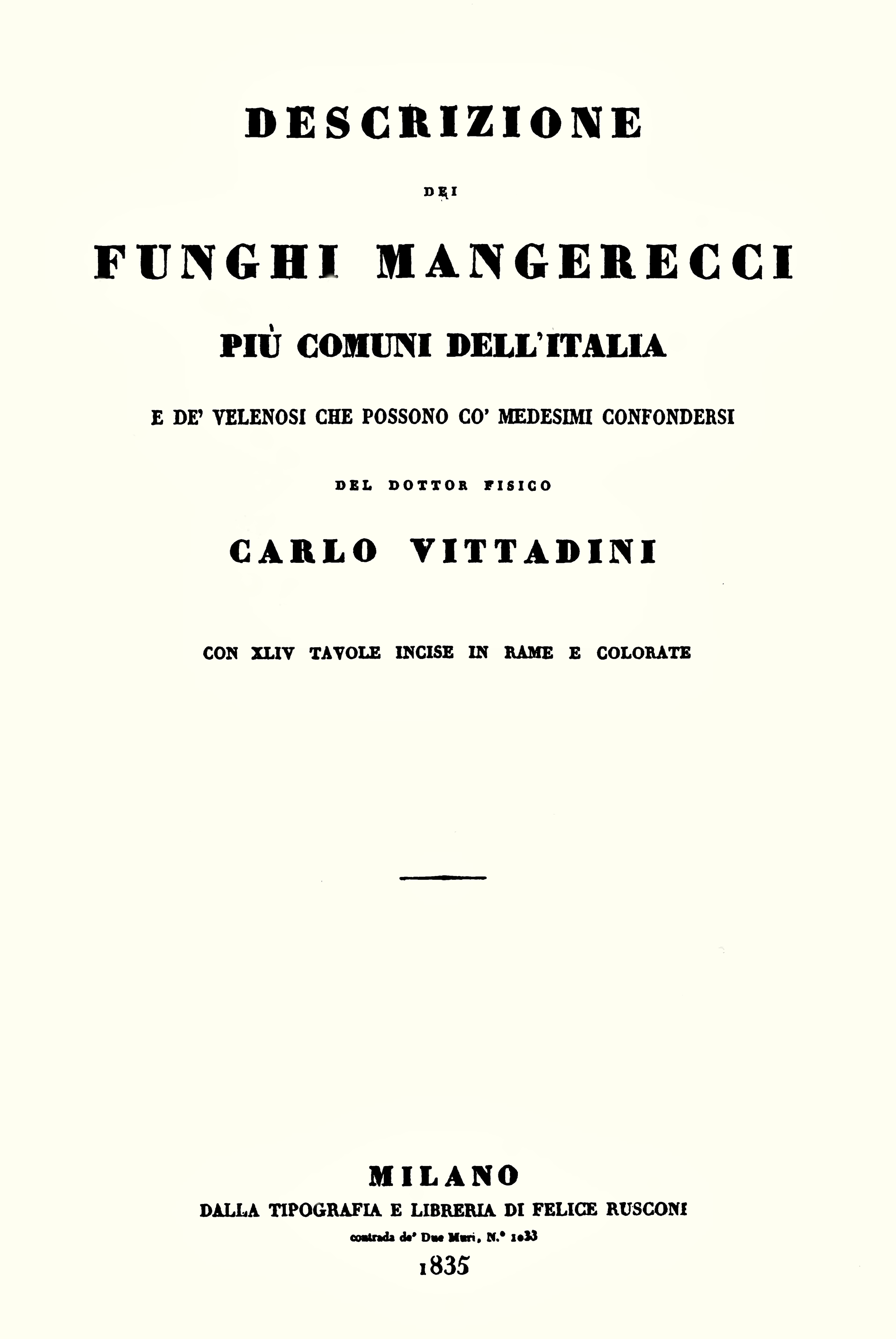
Vittadini - Descrizione dei funghi mangerecci

- Tentamen mycologicum seu Amanitarum illustratio, Milano 1826
- Monographia tuberacearum, Editura Carlo Benzoni, Milano 1831
- Descrizione dei funghi mangerecci più comuni dell'Italia e de'velenosi che possono co'medesimi confondersi cu 44 de imagini colorate, Editura Felice Rusconi, Milano 1835
- Monographia Lycoperdineorum (1842)
- Trattato sui funghi mangerecci più conosciuti e paragoni con quelli velenosi con cui possono essere confusi (1844) - Written at the request of the Italian government, which was concerned over the number of incidents of mushrooms poisonings.